# Васильев, Анатолий Николаевич (хоккеист)
Анатолий Николаевич Васильев (29 октября 1922 — 28 июня 2001, Москва) — советский спортсмен, игрок в хоккей с мячом (полузащитник) и хоккей с шайбой (нападающий). Мастер спорта СССР (1952, хоккей с шайбой). Тренер (футбол, хоккей с мячом).

## Биография
Начинал играть в 1937 году в Новосибирске в детской команде завода имени Чкалова. В хоккее с мячом играл в Новосибирске за команду завода имени Чкалова (1940—1942, 1945-46), ДО (Новосибирск) (1943—1945), «Спартак» (1946/47), ЦДСА (1953/54 — 1955/56).
Чемпион СССР (1954, 1955), второй призер чемпионата СССР (1956). Обладатель (1948), финалист (1949) Кубка РСФСР. Чемпион Москвы (1954, 1958).
В сборной СССР провёл пять матчей (1954—1955).
В хоккей с шайбой выступал за ДО Новосибирск (1949 — с октября), 1953 — по март), ЦДКА / ЦДСА — (1950—1952).
Чемпион СССР (1949/50), второй призер чемпионата СССР (1951/52).
Играл в хоккей на траве за ЦДСА (1955).
Тренер клубных команд ЦСК МО / ЦСКА по футболу и хоккею с мячом (1956—1962). Под его руководством первая клубная команда стала чемпионом Москвы (1958, 1961).
Скончался 28 июня 2001 года в Москве. Похоронен на Головинском кладбище.